# Danh sách di sản văn hóa Tây Ban Nha được quan tâm ở Petra
Danh sách di sản văn hóa Tây Ban Nha được quan tâm ở Petra.
| Tên                                                    | Dạng                                    | Địa điểm                    | Tọa độ                                        | Số hồ sơ tham khảo? | Ngày nhận danh hiệu? | Hình ảnh                                   |
| ------------------------------------------------------ | --------------------------------------- | --------------------------- | --------------------------------------------- | ------------------- | -------------------- | ------------------------------------------ |
| Nhà hộ sinh Fray Junípero Serra                        | Di tích Kiến trúc dân sự                | Petra Calle Barracar Alt, 6 | 39°36′41″B 3°06′39″Đ / 39,611431°B 3,110768°Đ | RI-51-0006947       | 16-12-1993           | Upload image                               |
| Quần thể lịch sử Petra                                 | Khu phức hợp lịch sử                    | Petra                       | 39°36′48″B 3°06′43″Đ / 39,613321°B 3,111965°Đ | RI-53-0000065       | 21-10-1965           | Conjunto histórico de Petra · Upload image |
| Quần thể tiền sử Castellix Vell                        | Di tích Khảo cổ học                     | Petra                       |                                               | RI-51-0002533       | 10-09-1966           | Upload image                               |
| Quần thể tiền sử Es Bosc Vell (Camp Vell)              | Di tích Khảo cổ học                     | Petra                       | 39°40′44″B 3°12′03″Đ / 39,678949°B 3,200879°Đ | RI-51-0002523       | 10-09-1966           | Upload image                               |
| Quần thể tiền sử Ses Cabanasses (Marina Son Porc)      | Di tích Khảo cổ học                     | Petra                       | 39°40′47″B 3°12′54″Đ / 39,679726°B 3,214874°Đ | RI-51-0002527       | 10-09-1966           | Upload image                               |
| Quần thể tiền sử Ses Cabanasses (Sa Marina Gran)       | Di tích Khảo cổ học                     | Petra                       | 39°41′07″B 3°12′59″Đ / 39,6854°B 3,216419°Đ   | RI-51-0002526       | 10-09-1966           | Upload image                               |
| Quần thể tiền sử Son Doblons (Es Castellots)           | Di tích Khảo cổ học                     | Petra                       | 39°41′07″B 3°12′16″Đ / 39,685151°B 3,204512°Đ | RI-51-0002542       | 10-09-1966           | Upload image                               |
| Tu viện San Bernardino                                 | Nhóm di tích lich sử Kiến trúc tôn giáo | Petra                       |                                               | RI-53-0000065-00002 | 21-10-1965           | Upload image                               |
| Cruz camino Felanitx                                   | Di tích Hành trình                      | Petra                       | 39°36′32″B 3°06′43″Đ / 39,608959°B 3,111993°Đ | RI-51-0010362       | 25-09-1998           | Upload image                               |
| Cruz Cementerio                                        | Di tích Hành trình                      | Petra                       |                                               | RI-51-0010360       | 25-09-1998           | Upload image                               |
| Cruz des Vall                                          | Di tích Hành trình                      | Petra                       | 39°36′50″B 3°06′36″Đ / 39,614016°B 3,110079°Đ | RI-51-0010361       | 25-09-1998           | Upload image                               |
| Hang Es Cabanells Nous                                 | Di tích                                 | Petra                       |                                               | RI-51-0002529       | 10-09-1966           | Upload image                               |
| Hang Ses Cabanasses (Barranquell d'en Vert)            | Di tích Khảo cổ học                     | Petra                       |                                               | RI-51-0002525       | 10-09-1966           | Upload image                               |
| Hang Ses Comunes Noves                                 | Di tích Khảo cổ học                     | Petra                       | 39°38′40″B 3°09′30″Đ / 39,644406°B 3,158355°Đ | RI-51-0002534       | 10-09-1966           | Upload image                               |
| Hang Ses Comunes Velles (Ses Pedreres)                 | Di tích Khảo cổ học                     | Petra                       |                                               | RI-51-0002535       | 10-09-1966           | Upload image                               |
| Hang Son Maimó (Can Ravull)                            | Di tích Khảo cổ học                     | Petra                       | 39°36′53″B 3°04′34″Đ / 39,614755°B 3,076156°Đ | RI-51-0002546       | 10-09-1966           | Upload image                               |
| Hang Son Monserrat (Cova s'Aigua)                      | Di tích Khảo cổ học                     | Petra                       | 39°37′15″B 3°08′42″Đ / 39,620916°B 3,145019°Đ | RI-51-0002548       | 10-09-1966           | Upload image                               |
| Hang Son Monserrat (Cova Sa Moixeta)                   | Di tích                                 | Petra                       |                                               | RI-51-0002549       | 10-09-1966           | Upload image                               |
| Hang Son Monserrat (Cova des Voltor)                   | Di tích                                 | Petra                       |                                               | RI-51-0002550       | 10-09-1966           | Upload image                               |
| Hang Son Roca                                          | Di tích Khảo cổ học                     | Petra                       | 39°37′08″B 3°09′18″Đ / 39,618912°B 3,154918°Đ | RI-51-0002554       | 10-09-1966           | Upload image                               |
| Hang Son Rullàn Vell                                   | Di tích                                 | Petra                       |                                               | RI-51-0002556       | 10-09-1966           | Upload image                               |
| Nhà thờ Parroquial                                     | Nhóm di tích lich sử Kiến trúc tôn giáo | Petra                       |                                               | RI-53-0000065-00003 | 21-10-1965           | Iglesia Parroquial · Upload image          |
| Tàn tích tiền sử Es Bosc Vell (Clovetó dels Ametllers) | Di tích Khảo cổ học                     | Petra                       | 39°40′45″B 3°12′13″Đ / 39,679125°B 3,203561°Đ | RI-51-0002524       | 10-09-1966           | Upload image                               |
| Tàn tích tiền sử Es Cabanells Nous                     | Di tích Khảo cổ học                     | Petra                       | 39°40′50″B 3°14′38″Đ / 39,680669°B 3,243796°Đ | RI-51-0002528       | 10-09-1966           | Upload image                               |
| Tàn tích tiền sử Sa Corbatera                          | Di tích                                 | Petra                       |                                               | RI-51-0002536       | 10-09-1966           | Upload image                               |
| Tàn tích tiền sử Sa Font (Na Reus)                     | Di tích Khảo cổ học                     | Petra                       | 39°37′34″B 3°05′54″Đ / 39,626091°B 3,098423°Đ | RI-51-0002537       | 10-09-1966           | Upload image                               |
| Tàn tích tiền sử Son Cuixa Vell                        | Di tích Khảo cổ học                     | Petra                       | 39°37′48″B 3°08′06″Đ / 39,630109°B 3,135018°Đ | RI-51-0002541       | 10-09-1966           | Upload image                               |
| Tàn tích tiền sử Son Frare                             | Di tích Khảo cổ học                     | Petra                       | 39°37′28″B 3°07′52″Đ / 39,624528°B 3,131045°Đ | RI-51-0002543       | 10-09-1966           | Upload image                               |
| Tàn tích tiền sử Son Mieres                            | Di tích Khảo cổ học                     | Petra                       | 39°37′27″B 3°05′42″Đ / 39,624292°B 3,095041°Đ | RI-51-0002547       | 10-09-1966           | Upload image                               |
| Tàn tích tiền sử Son Santandreu Vell                   | Di tích Khảo cổ học                     | Petra                       | 39°35′43″B 3°06′49″Đ / 39,595181°B 3,11352°Đ  | RI-51-0002557       | 10-09-1966           | Upload image                               |
| Tàn tích tiền sử Son Xigala                            | Di tích Khảo cổ học                     | Petra                       | 39°36′01″B 3°08′00″Đ / 39,600197°B 3,133212°Đ | RI-51-0002558       | 10-09-1966           | Upload image                               |
| Talayote San Vellana                                   | Di tích Khảo cổ học Talayote            | Petra                       | 39°39′55″B 3°11′41″Đ / 39,665165°B 3,194777°Đ | RI-51-0002531       | 10-09-1966           | Upload image                               |
| Talayote Son Homar                                     | Di tích Khảo cổ học Talayote            | Petra                       | 39°36′24″B 3°05′55″Đ / 39,606548°B 3,098628°Đ | RI-51-0002544       | 10-09-1966           | Upload image                               |
| Talayote Termenor                                      | Di tích Khảo cổ học Talayote            | Petra                       | 39°35′54″B 3°08′02″Đ / 39,598214°B 3,134024°Đ | RI-51-0002559       | 10-09-1966           | Upload image                               |